# Thomas Matthew DeLonge
Tom Matthew Delonge, Jr., ameriški glasbenik, * 13. december 1975.
Odraščal je v Powayu, Kaliforniji. Kot najstnik se je začel zanimati za punk-rock glasbo. Po tistem ko so ga izključili iz srednje šole v Powayju zaradi pitja alkohola med košarko se je prepisal v Rancho Bernardo High School, kjer je srečal Anne Hoppus. Anne Hoppus je Tomu predstavila svojega brata Marka, ki se je tudi zanimal za glasbo. Mark mu je tudi predstavil bobnarja Scotta Raynora. Nastala je skupina Blink-182.
Tom DeLonge je najbolj znan kot kitarist/pevec glasbene skupine Blink-182, ki je delovala med letoma 1992 in 2005. Najprej se je skupina imenovala Blink, kasneje pa so prišli v spor z neko tehno skupino in so se preimovali v Blink-182. Prvotni ustanovitelji skupine so bili Mark Hoppus, Tom DeLonge ter Scott Raynor. V kasnejših letih je Scott moral zapustiti skupino. Nadomestil ga je Travis Barker. Med letoma 1990 in 2000 so bili eni najpopularejših pop-punk skupin. Leta 2005 je Tom DeLonge zapustil skupino. Ampak po nesreči z letalom, v kateri bi lahko Travis celo umrl so se člani skupine spet zbližali. Tako se je leta 2009 skupina Blink-182 vrnila nazaj. V letu 2002, ko je bil Tom še član Blink-182 je v sodelovanju s Travisom Barkerjem, Davidom Kennedyjem in Anthonyjem Celestinom ustanovil skupino  Box Car Racer, ki je izdala en album, imenovan po skupini sami. Ko je zapustil Blink-182 je ustanovil skupino Angels & Airwaves skupaj s kitaristom Davidom Kennedyjem (Box Car Racer), bobnarjem Atom Willardom (The Offspring) in basistom Matt Wachterjem (30 Seconds to Mars), ki ga je kasneje nadomestil Ryan Sinn v letu 2007. 
DeLonge je ustvaril tudi internetno stran imenovano Modlife in pa tudi 2 podjetja z oblačili. V letu 2001 je začel z Atticus Clothing z Markom Hoppusem. Kasneje pa še Machbeth Footewear, v katerem je tudi edini lastnik tega podjetja. 

## Zgodnja leta
DeLonga sta vzgajala njegova mati (Connie) in njegov oče (Thomas Sr.) v Powayu v Kaliforniji. Tom ima starejšega brata Shona in mlajšo sestro Kari. Prvi instrument na katerega se je učil igrati je bila trobenta, ki so mu jo starši podarili za Božič, ko je bil star 11 let. V šoli je bil povprečen učenec. V najstniških letih je sta mu glasba in rolkanje pomenila vse. Prvič je igral na kitaro doma pri prijatelju med poslušanjem benda Bad Religion. DeLonge je dobil svojo kitaro ko je dopolnil 15 let. Tom je zapravil veliko časa z učenjem igranja na kitaro od skupine Descendents. 
Kljub njegovim interesom za glasbo, si Tom ni nikoli mislil da bo postal glasbenik. Njegov plan je bil da postane gasilec. Sodeloval je v San Diego Cadet programu. Ena od DeLongovih prvih skupin, v kateri je bil tudi sam član je Big Oily Men. Njegova starša sta se ločila ko je bil star 18 let. Kasneje je bil to tudi navdih za pesem Stay Together For The Kids.
Toma so izključili iz srednje šole Poway High School, ko so ga leta 1991 dobili pri pitju alkohola na šolski košarkarski tekmi. Tako se je prešolal na Rancho Bernardo High School, kjer ga je začel zanimati punk rock. Nanj so vplivali npr. The Cure, Descendents in Screeching Weasel. Kasneje se je vrnil nazaj na srednjo šolo v Powayju in opravil maturo leta 1993.

## Zasebno življenje
Tom DeLonge se je 26. maja leta 2001 poročil z Jennifer Jenkins. Tom in Jen stabila dobra prijatelja že v srednji šoli, v letu 1996 pa sta začela hoditi na zmenke.
Tom živi skupaj s svojo ženo Jennifer, hčeko Ava Elizabeth (rojeno 15. julija 2002), sinom Jonasom Rocket (rojenim 16. avgusta leta 2006), nemškim ovčarjem Grey in labradorjem Chloe v San Diegu, Kalifornija.

## Diskografija

### BLINK-182
- Flyswatter (1992)
- Demo #2 (1993)
- Buddha (1993)
- Cheshire Cat (1994)
- Dude Ranch (1997)
- Enema of the State (1999)
- The Mark, Tom, and Travis Show (The Enema Strikes Back!)- Live album (2000)
- Take Off Your Pants and Jacket (2001)
- Untitled (2003)
- Greatest Hits (2005)

### BOX CAR RACER
- Box Car Racer (2002)

### ANGELS AND AIRWAVES
- We Don't Need to Whisper (2006)
- I-Empire (2007)
- Love (2010)
- Poet (Love Part 2)(2011)